# Леди мафии
Леди мафии (англ. Ladies of the Mob) — немой чёрно-белый фильм 1928 года. Считается утерянным.

## Сюжет
Когда героиня фильма Ивонна была ребёнком, её преступника-отца казнили на электрическом стуле. Став взрослой, она по наущению матери тоже преступает закон и входит в воровскую банду, чтобы отомстить за смерть отца. Вскоре она влюбляется в своего сообщника, бандита по кличке Рыжий. Страшась, что любимого могут осудить на смерть, она пробует перевоспитать его. Когда Рыжий собирается отправиться грабить банк, Ивонна, чтобы воспрепятствовать ему, ранит его в плечо из пистолета. После этого влюблённые начинают новую законопослушную жизнь.

## В ролях
| Актёр        | Роль   |
| ------------ | ------ |
| Клара Боу    | Ивонна |
| Ричард Арлен | Рыжий  |